# Маунтин Топ (Пенсилванија)
Маунтин Топ (енгл. Mountain Top) насељено је место без административног статуса у америчкој савезној држави Пенсилванија.

## Демографија
По попису из 2010. године број становника је 10.982, што је 4.287 (-28,1%) становника мање него 2000. године.
| Група             | 2000.          | 2010.          |
| Белци             | 14.692 (96,2%) | 10.160 (92,5%) |
| Афроамериканци    | 82 (0,5%)      | 92 (0,8%)      |
| Азијати           | 248 (1,6%)     | 390 (3,6%)     |
| Хиспаноамериканци | 165 (1,1%)     | 245 (2,2%)     |
| Укупно            | 15.269         | 10.982         |